# Serhij Tschernjawskyj
Serhij Wolodymyrowytsch Tschernjawskyj, auch Serhiy Cherniavskiy, (ukrainisch Сергій Володимирович Чернявський; * 2. April 1976 in Donezk, Ukrainische SSR) ist ein ehemaliger ukrainischer Radsportler.
Tschernjawskyj studierte an der Sportfachschule in Browary und im Anschluss an der Pädagogischen Hochschule von Winnyzja.
1991 wurde er sowjetischer Meister. 1999 wurde ihm der Titel des Verdienter Meister des Sports verliehen und im Oktober 2000 erhielt er den Verdienstorden der Ukraine 3. Klasse.

## Sportliche Laufbahn
Zwischen 1998 und 2003 gehörte Serhij Tschernjawskyj zum international erfolgreichen Bahn-Vierer der Ukraine. 1998 errang der Vierer mit Tschernjawskyj jeweils die Silbermedaille bei den Läufen des Bahnrad-Weltcups in Berlin und im französischen Hyères. Bei den Olympischen Spielen 2000 in Sydney wurde er gemeinsam mit Oleksandr Symonenko, Ljubomyr Polatajko und Serhij Matwjejew Zweiter in dieser Disziplin. Im Jahr darauf wurde der ukrainische Vierer Weltmeister. 2002 gewann er in der Mannschaftsverfolgung Silber beim Weltcup und 2003 Bronze, beide Male in Moskau.
Nach dem Ende seiner Radsportlaufbahn im Jahre 2005 wurde Tschernjawskyj als Sportlehrer an der Pädagogischen Hochschule von Winnyzja tätig. Auch sein Sohn Andrij war als Radrennfahrer aktiv: 2015 wurde er ukrainischer Meister im Zweier-Mannschaftsfahren.

## Erfolge
2000
- Olympische Spiele – Mannschaftsverfolgung (mit Oleksandr Fedenko, Serhij Matwjejew und Oleksandr Symonenko)

2001
- Weltmeister – Mannschaftsverfolgung (mit Oleksandr Fedenko, Oleksandr Symonenko und  Ljubomyr Polatajko)